# Stella (Solarauto)
Das Solarfahrzeug Stella ist ein solar betriebenes Straßenfahrzeug der Technischen Hochschule Eindhoven.

## World Solar Challenge
Das Solar Team Eindhoven aus den Niederlanden gewann im Oktober 2013 mit Stella die Cruiserklasse. Es legte dabei 3022 km in 40 Stunden und 14 Minuten zurück. Das viersitzige Fahrzeug brachte es dabei auf 9093 Personenkilometer. Außer den Solarzellen benötigte es 64 kWh externe Energie.